# Ernest Kuchar
Ernest Piotr Kuchar (ur. 4 lutego 1967 w Sosnowcu) – polski lekarz, pediatra, dr hab. nauk medycznych, specjalista chorób zakaźnych i medycyny sportowej. Kierownik Kliniki Pediatrii z Oddziałem Obserwacyjnym Warszawskiego Uniwersytetu Medycznego. Przewodniczący Polskiego Towarzystwa Wakcynologii.

## Życiorys
W 1991 ukończył studia medyczne w Akademii Medycznej im. Piastów Śląskich, 10 stycznia 1997 obronił pracę doktorską Uszkodzenie trzustki w przebiegu nagminnego zapalenia ślinianek u dzieci, 15 października 2014 habilitował się na podstawie pracy zatytułowanej Szczepienia w wybranych chorobach zakaźnych występujących w Polsce z uwzględnieniem znaczenia rotawirusowych zakażeń szpitalnych.
Został zatrudniony na stanowisku kierownika w Klinice Pediatrii z Oddziałem Obserwacyjnym Warszawskiego Uniwersytetu Medycznego.
Jest przewodniczącym Polskiego Towarzystwa Wakcynologii.